# Harald Hein
Harald Hein (19 de abril de 1950-20 de mayo de 2008) fue un deportista alemán que compitió para la RFA en esgrima, especialista en las modalidades de florete y espada.
Participó en tres Juegos Olímpicos de Verano, obteniendo dos medallas, oro en Montreal 1976 y plata en Los Ángeles 1984. Ganó once medallas en el Campeonato Mundial de Esgrima entre los años 1973 y 1986.

## Palmarés internacional
| Juegos Olímpicos   | Juegos Olímpicos             | Juegos Olímpicos  | Juegos Olímpicos    |
| Año                | Lugar                        | Medalla           | Prueba              |
| ------------------ | ---------------------------- | ----------------- | ------------------- |
| 1976               | Montreal (Canadá)            | Medalla de oro    | Florete por equipos |
| 1984               | Los Ángeles (Estados Unidos) | Medalla de plata  | Florete por equipos |
| Campeonato Mundial |                              |                   |                     |
| Año                | Lugar                        | Medalla           | Prueba              |
| 1973               | Gotemburgo (Suecia)          | Medalla de oro    | Espada por equipos  |
| 1973               | Gotemburgo (Suecia)          | Medalla de plata  | Florete por equipos |
| 1977               | Buenos Aires (Argentina)     | Medalla de oro    | Florete por equipos |
| 1977               | Buenos Aires (Argentina)     | Medalla de plata  | Florete individual  |
| 1978               | Hamburgo (RFA)               | Medalla de bronce | Florete individual  |
| 1979               | Melbourne (Australia)        | Medalla de bronce | Florete por equipos |
| 1981               | Clermont-Ferrand (Francia)   | Medalla de bronce | Florete por equipos |
| 1983               | Viena (Austria)              | Medalla de oro    | Florete por equipos |
| 1985               | Barcelona (España)           | Medalla de plata  | Florete por equipos |
| 1985               | Barcelona (España)           | Medalla de bronce | Florete individual  |
| 1986               | Sofía (Bulgaria)             | Medalla de plata  | Florete por equipos |